# Дјубаково
Дјубаково (слч. Ďubákovo) насељено је мјесто са административним статусом сеоске општине (слч. obec) у округу Полтар, у Банскобистричком крају, Словачка Република.

## Становништво
| Година:    | 1994. | 2004.   | 2014.    | 2024. |
| ---------- | ----- | ------- | -------- | ----- |
| Број људи: | 126   | 116     | 84       | 84    |
| Разлика:   |       | -7,93 % | -27,58 % | +0 %  |

| Година:    | 2023. | 2024. |
| ---------- | ----- | ----- |
| Број људи: | 75    | 84    |
| Разлика:   |       | +12 % |

Према подацима о броју становника из 2024. године насеље је имало 84 становника.